# Ölakne
Die Ölakne ist ein Subtyp der Acne venenata („Kontaktakne“).

## Ursachen
Die Ölakne wird durch ständigen Kontakt mit Mineralölen und Schmierstoffen hervorgerufen. Der Kontakt der auslösenden Stoffe mit der Haut erfolgt entweder direkt oder über die Arbeitskleidung.

## Symptome
In der Regel kommt es nur zur Bildung von Komedonen in den betroffenen Bereichen, das Hautbild ähnelt dem einer Acne comedonica.

## Behandlung
Primär gilt es, den Hautkontakt zu auslösenden Stoffen zu vermeiden.